# Laguiole
Laguiole település Franciaországban, Aveyron megyében. Lakosainak száma 1215 fő (2022. január 1.). Laguiole Argences-en-Aubrac, Cassuéjouls, Curières, La Trinitat, Montpeyroux, Soulages-Bonneval és Saint-Urcize községekkel határos.

## Népesség
A település népességének változása:
| Lakosok száma | 1282 | 1231 | 1264 | 1260 | 1229 | 1236 | 1242 | 1234 | 1230 | 1215 |
|               | 1968 | 1982 | 1990 | 2006 | 2013 | 2015 | 2017 | 2019 | 2020 | 2022 |